# 누에바헤로나

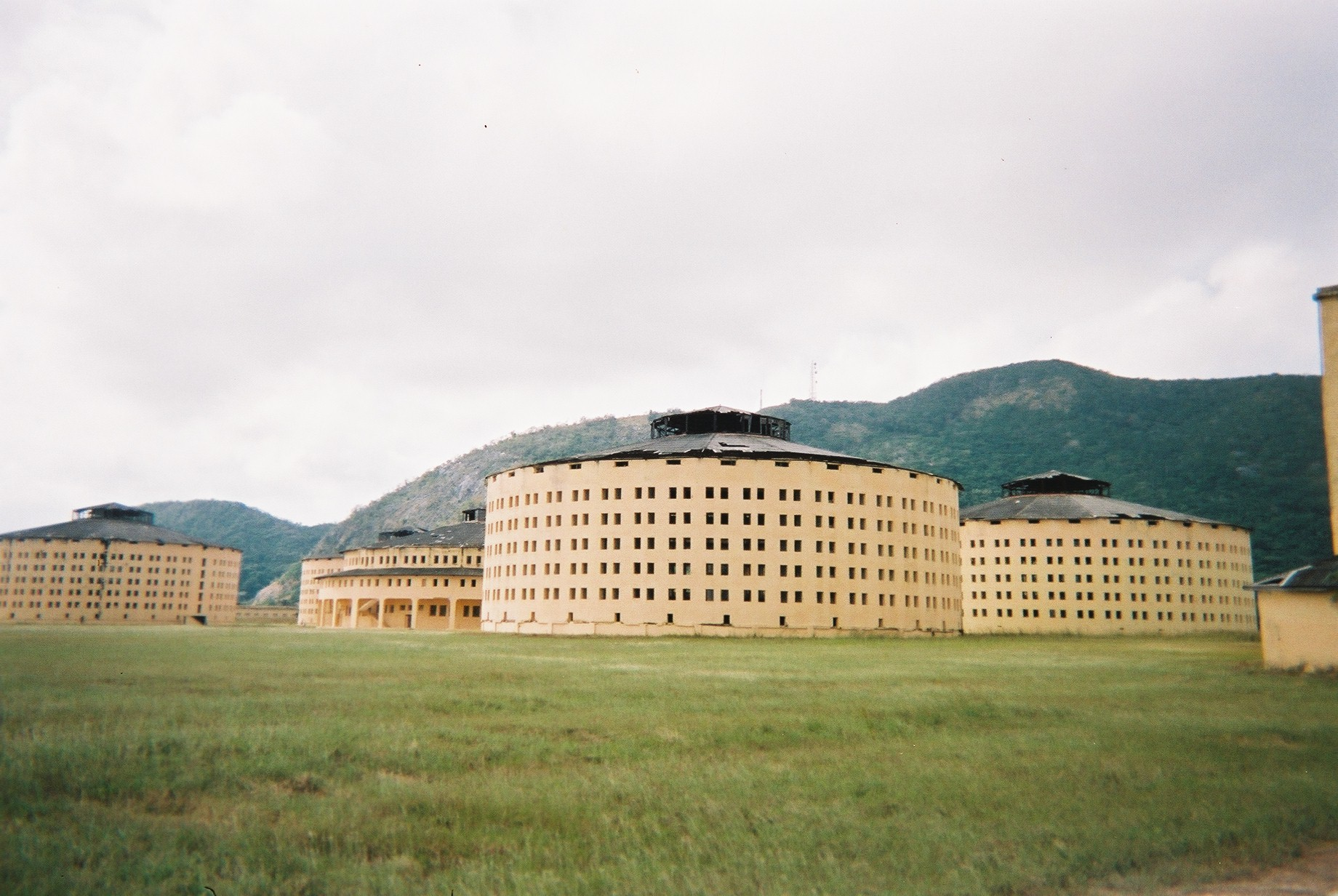
누에바헤로나에 있는 파놉티콘

누에바헤로나(스페인어: Nueva Gerona)는 쿠바의 도시로 후벤투드섬의 중심 도시이다. 인구는 59,049명(2012년 기준)이다. 1830년 스페인의 쿠바 총독으로 있던 프란시스코 디오니시오 비베스(Francisco Dionisio Vives)에 의해 건설되었다.

## 자매 도시
- 스페인 지로나

## 같이 보기
- 카요라르고델수르섬